# Хипаркос
„Хипаркос“ (на английски: Hipparcos, съкращение от High Precision Parallax Collecting Satellite, „спътник за събиране на паралакс с висока прецизност“) е астрометричен спътник на Европейската космическа агенция (ЕКА), предназначен за измерването на звездния паралакс и характерното движение на звездите. Освен че е съкращение, името на проекта е в чест на древногръцкия астроном Хипарх, въпреки че името му се латинизира по различен начин (Hipparchus). Името на спътника е предавано на български като „Хипаркос“ или по-неправилно, като „Хипарх“.
Идеите за подобен полет датират от 1967 година, но ЕКА одобрява проекта през 1980 година. Спътникът е изстрелян на 8 август 1989 година с ракета Ариана 4. Първоначалните планове са да бъде установен на геостационарна орбита около Земята, но заради повреда попада в силно елиптична орбита – височината му варира от 507 до 35 888 km. Въпреки това, всички научни задачи на мисията са постигнати. Връзката с апарата е преустановена на 15 август 1993 година.